# Liste der Kulturgüter in Balzers
Die Liste der Kulturgüter in Balzers enthält alle unter Denkmalschutz gestellten Objekte auf dem Gebiet der Gemeinde Balzers im Fürstentum Liechtenstein. Grundlage ist das Verzeichnis der geschützten Kulturgüter im Fürstentum Liechtenstein, das durch das Amt für Kultur erstellt und seither laufend ergänzt wurde (Stand: 2020).

## Kulturgüter
| Foto |                                                         | Objekt                                                                                 | Standort                                    | Beschreibung | Eintragung |
| ---- | ------------------------------------------------------- | -------------------------------------------------------------------------------------- | ------------------------------------------- | --- | ---------- |
| ja   | Datei hochladen                                         | Kirchenturm der abgebrochenen Pfarrkirche St. Nikolaus Objekt-Nr.: 5512.0001           | Egerta (Karte)Parzelle: 2078                | | 26.06.1951 |
| ja   | Datei hochladen                                         | Kapelle St. Peter Objekt-Nr.: 5512.0002                                                | St. Peter 2 (Karte)Parzelle: 212            | | 26.06.1951 |
| ja   | Datei hochladen · zugehöriges Wikidata-Objekt Q56293366 | Kapelle Maria-Hilf Objekt-Nr.: 5512.0003                                               | Eichholz 1 (Karte)Parzelle: 10              | | 26.06.1951 |
| ja   | Datei hochladen · zugehöriges Wikidata-Objekt Q1414588  | Pfarrkirche St. Nikolaus Objekt-Nr.: 5512.0004                                         | Kirchensträssle 10 (Karte)Parzelle: 434     | In den Jahren 1909 bis 1912 erbaut zur Erinnerung an die 50. Wiederkehr des Regierungsantritts von Fürst Johann II. («Fürst Johann Jubiläums-Kirche») nach Plänen des fürstlichen Hofarchitekten Gustav Ritter von Neumann aus Wien. | 26.06.1951 |
| ja   | Datei hochladen · zugehöriges Wikidata-Objekt Q1012141  | Burg Gutenberg Objekt-Nr.: 5512.0005                                                   | Burgweg 5 (Karte)Parzelle: 379              | | 26.06.1951 |
| ja   | Datei hochladen                                         | Haus 18, Gasthaus Engel Objekt-Nr.: 5512.0006                                          | Höfle 47 (Karte)Parzelle: 1345              | | 26.06.1951 |
| ja   | Datei hochladen                                         | Haus 14, altes Pfarrhaus Objekt-Nr.: 5512.0007                                         | Egerta 11 (Karte)Parzelle: 1169             | 1804/1810 erbaut nach den Plänen des Innsbrucker Architekten Franz Barraga. | 03.08.1976 |
|      | Datei hochladen                                         | Stall 14, alter Pfarrstall Objekt-Nr.: 5512.0008                                       | Egerta 11 (Karte)Parzelle: 1169             | 1804/1810 erbaut nach den Plänen des Innsbrucker Architekten Franz Barraga. | 26.10.1976 |
|      | Datei hochladen                                         | Haus 50 Objekt-Nr.: 5512.0009                                                          | Heiligwies 57 (Karte)Parzelle: 1420         | | 17.04.1979 |
| ja   | Datei hochladen                                         | Haus 17 Objekt-Nr.: 5512.0010                                                          | Höfle 49 (Karte)Parzelle: 1332              | | 03.07.1979 |
|      | Datei hochladen                                         | Haus 51 Objekt-Nr.: 5512.0011                                                          | Pralawisch 23 (Karte)Parzelle: 1419         | | 18.09.1979 |
|      | Datei hochladen                                         | Haus 11 Objekt-Nr.: 5512.0012                                                          | Winkel 17 (Karte)Parzelle: 1346             | | 27.11.1979 |
|      | Datei hochladen                                         | Haus 10 Objekt-Nr.: 5512.0013                                                          | Winkel 12 (Karte)Parzelle: 1344             | | 27.05.1980 |
|      | Datei hochladen                                         | Haus 21/22/170 Objekt-Nr.: 5512.0014                                                   | Gässle 13 (Karte)Parzelle: 1181, 1184, 1736 | | 07.07.1981 |
|      | Datei hochladen                                         | Haus 134 Objekt-Nr.: 5512.0015                                                         | Winkel 11 (Karte)Parzelle: 1341             | | 24.11.1981 |
|      | Datei hochladen                                         | Haus 25 Objekt-Nr.: 5512.0016                                                          | Gässle 4 (Karte)Parzelle: 2063              | | 07.12.1982 |
|      | Datei hochladen                                         | Haus 48 Objekt-Nr.: 5512.0017                                                          | Pralawisch 11 (Karte)Parzelle: 1322         | | 18.01.1983 |
|      | Datei hochladen                                         | Torkelgebäude samt Torkelbaum Objekt-Nr.: 5512.0018                                    | Obergass 30 (Karte)Parzelle: 1715           | | 09.04.1985 |
|      | Datei hochladen                                         | Haus 16 samt Stallscheune Objekt-Nr.: 5512.0314                                        | Winkel 1+3 (Karte)Parzelle: 1334            | | 03.07.1985 |
|      | Datei hochladen                                         | Haus 155 samt Stallscheune Objekt-Nr.: 5512.0020                                       | Obergass 1 (Karte)Parzelle: 1404            | | 20.03.1986 |
|      | Datei hochladen                                         | Haus 65 Objekt-Nr.: 5512.0021                                                          | Alte Churerstrasse 2 (Karte)Parzelle: 1451  | | 12.08.1986 |
|      | Datei hochladen                                         | Haus 52 samt östlich angebauter Stallscheune Objekt-Nr.: 5512.0022                     | Pralawisch 25 (Karte)Parzelle: 1416         | | 12.08.1986 |
|      | Datei hochladen                                         | Haus 120 Objekt-Nr.: 5512.0023                                                         | Prafatell 5 (Karte)Parzelle: 196            | | 06.02.1990 |
|      | Datei hochladen                                         | Mühleensemble Objekt-Nr.: 5512.0024                                                    | Mühlesträssle 14 (Karte)Parzelle: 2434      | | 26.05.1992 |
|      | Datei hochladen                                         | Haus 86, Turmhaus, samt südlicher Stallhälfte des St. Peter-Mäls Objekt-Nr.: 5512.0025 | Iradug 24 (Karte)Parzelle: 116              | | 28.05.1996 |
|      | Datei hochladen                                         | Nördliche Stallhälfte des St. Peter-Mäls Objekt-Nr.: 5512.0026                         | Iradug 4 und 6 (Karte)Parzelle: 113         | | 28.05.1996 |
|      | Datei hochladen                                         | Haus Karl Gstöhl Objekt-Nr.: 5512.0685                                                 | Rheinstrasse 29 (Karte)Parzelle: 87         | | 02.03.2010 |